# Вишњеволочка греда
Вишњеволочка греда (рус. Вышневолоцкая гряда) моренско је узвишење у оквиру знатно пространије целине Валдајског побрђа (његова источна микроцелина). Налази се на северозападу европског дела Руске Федерације, у централним деловима Тверске области.
Највећи део Вишњеволочке греде налази се на подручјима Вишњеволочког и Нелидовског рејона Тверске области. У централним деловима гребен се дели на два ланца који се поново састају на југу, на левој обали Волге. На западу се наставља на највиши део Валдајског побрђа, узвишење Макушка Валдаја.
Надморска висина расте идући ка централним деловима узвишења, а највиша подручја су око града Вишњег Волочока са просечно око 300 метара надморске висине. Највиша тачка лежи уз леву обалу Волге на висини од 317,6 метара.
Вишњеволочка греда је моренско узвишење у чијој основи леже моренске глине са ређим интрузијама шљунковитог и каменитог материјала. Врхови су доста равни, а падине благе. Између мањих узвишења спуштају се ниска и местимично замочварена подручја. Речна корита на овом подручју су доста плитко урезана. Најважнији водотоци су реке Цна, Осуга и Повед, те Велика и Мала Коша.

## Видети
- Валдајско побрђе
- Тверска област
- Вишњеволочки рејон